# Černé jezero
Černé jezero (în germană Schwarzer See, cu sensul de Lacul Negru) este cel mai mare și cel mai adânc lac natural din Cehia, aflat în Munții Pădurea Boemiei.

## Geografie

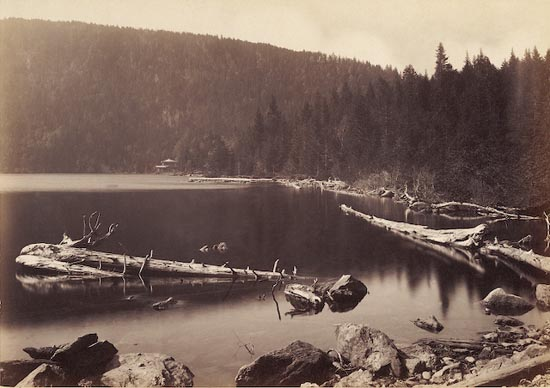
Lacul în anii 1980

Acest lac triunghiular care este înconjurat de o pădure de molid se află la aproximativ 6 km nord-vest de Železná Ruda sub o stâncă de 300 de metri înălțime de pe muntele Jezerní hora (1.343 m). Lacul este de origine glaciară, un produs al glaciațiunii Würm. Apa din lac este oligotrofă. Apa se scurge natural prin pârâul Černý potok, un mic pârâu care este un afluent al râului Úhlava. Cumpăna principală europeană a apelor trece de-a lungul acestui munte chiar deasupra lacului. Astefl, Černé jezero aparține bazinului hidrografic al râului Elba, care se varsă în Marea Nordului, în timp ce Čertovo jezero aflat la doar 2 km distanță se scurge în Dunare și de acolo în Marea Neagră.

## Centrala hidroelectrică
Aici, în valea Úhlava, se află cea mai veche centrală hidroelectrică de acumulare cu pompaj din Republica Cehă (construită între 1929 și 1930); lacul servește ca rezervorul superior. Include două turbine Pelton (1500 kW și 370 kW) și o turbină Kaplan cu flux orizontal (40 kW).

## Istorie
Locul misterios a inspirat artiștii cehi (Jan Neruda – Romantismul Lacului Negru, Adolf Heyduk⁠(d) – U horského jezera, Jaroslav Vrchlický⁠(d) – Lacul Negru, Antonín Dvořák – ciclul Ze Šumava). Lacul este, de asemenea, înconjurat de multe legende.
Datorită apropierii sale de granița germană (aflată la aproximativ 1 km), accesul în zona lacului a fost foarte limitat în perioada Cortinei de Fier. Acest lucru a fost folosit de serviciile secrete comuniste în cadrul Operațiunii Neptun (1964), când Securitatea statului (StB) cehoslovac, în colaborare cu KGB-ul sovietic, a scufundat în lac cufere care conțineau documente vechi capturate al Biroului Principal de Securitate al Reichului German (SS). Ulterior acestea au fost „descoperit accidental” acolo. Acest lucru a ieșit la iveală în cartea Jocul înșelăciunii (The Deception Game), publicată în 1972 de Ladislav Bittmann⁠(d). Acesta a fost inițial agentul care i-a condus pe scafandri să facă descoperirea și care a plasat cuferele inițial în lac, apoi a dezertat în Occident în 1968 și a publicat această carte despre complot. Documentele false au fost găsite în cufere scufundate, care au fost prelucrate cu atenție pentru a părea ca și cum ar fi fost scufundate în timpul celui de-al Doilea Război Mondial. Cu toate acestea, cuferele au fost aduse din Uniunea Sovietică. Aparenta descoperire a fost o operațiune de dezinformare, cea mai mare de acest fel întreprinsă de Securitatea Statului.
La începutul anilor 1970, o linie de autobuz ČSAD a început să funcționeze sezonier aici. Funcționarea liniei a încetat în jurul anului 1989 datorită creșterii regimului local de protecție a naturii.